# 我们来了 (第二季)
《我们来了》第二季，又名《偶像来了》第三季，是中国大陆湖南卫视于2017年第三季度推出的一档週五黄金档女神生活体验类真人秀节目，也是2017湖南卫视节目巡礼重点推介的一档节目。节目由原《偶像来了》及《我们来了》系列节目执行制作人刘昕领衔原陈汝涵团队打造，2017年7月13日启动录制，2017年8月4日起每週五20:20接档《七十二层奇楼》播出。

## 节目简介

### 内容
第二季的嘉宾构成较第一季有所升级。在保留原有的两名主持人兼队长的前提之下，本季在女嘉宾的选择上较第一季更为多元化。除了会邀请演艺界知名人士参加节目之外，亦会邀请一部分来自其他职业的中国90后女性精英，年龄在18—27岁之间。本季参加节目的女嘉宾共有10位，其中包括6位偶像队员及4位素人队员，以分组对抗的模式进行。通常情况下两组各有一名队长、三名偶像队员及两名素人队员，新加入的素人队员将与偶像队员共同进行两天一夜的对抗任务。并在对抗过程中体验各种中华传统文化，更多元地向观众展现东方女性之美。

### 制作
第二季的制作团队仍然为负责《偶像来了》及《我们来了》系列节目的陈汝涵团队。与第一季不同的是，由于陈汝涵已于2017年年初接替就任天娱传媒总经理的肖宁担任湖南广播电视台节目交易管理中心主任，故本季的总导演一职由原担任执行导演的刘昕接任。
本季《我们来了》将对原有内容进行大幅度创新，“两天一夜”的设计更具体验感。不仅保留了节目中的标志性环节，与普通人的互动也会更加紧密，同时还将加强对社会性与公益性的重视。

## 节目成员

### 固定成员
| 姓名   | 节目角色    | 出生日期      | 主要职业                 |
| 吴秀波 | 主持人 队长 | 1968年9月5日  | 演员                     |
| 汪涵   | 主持人 队长 | 1974年4月7日  | 主持人                   |
| 关之琳 | 偶像 队员   | 1962年9月24日 | 演员                     |
| 蒋欣   | 偶像 队员   | 1983年5月8日  | 演员                     |
| 陈妍希 | 偶像 队员   | 1983年5月31日 | 演员、歌手               |
| 宋茜   | 偶像 队员   | 1987年2月2日  | 歌手、演员、主持人、模特 |
| 沈梦辰 | 偶像 队员   | 1989年6月13日 | 主持人、演员             |
| 唐艺昕 | 偶像 队员   | 1989年12月9日 | 演员                     |

### 非固定成员（素人队员）
| 姓名   | 出生日期       | 主要职业 | 参与站数 |
| 余佳   | 1989年12月29日 | 企业家   | 1        |
| 文吉儿 | 1996年3月6日   | 作家     | 2        |
| 李爽   | 1994年5月23日  | 美食家   | 4        |
| 李晓林 | 1987年11月2日  | 插画师   | 2—3、5—6 |
| 爱华   | 1995年9月30日  | 学生     | 1、3—6   |
| 小白   | 1990年2月21日  | 造型师   | 1—6      |
| 许吉如 | 1992年9月8日   | 律师     | 1—6      |

## 节目内容
实际内容以当日播出为准，详情来源于节目各集内容。
| 站驿   | 录制时间               | 集数 | 播出日期       | 分队形式 | 汪涵队                           | 吴秀波队                         | 地点                       | 内容 | 本集特别嘉宾             | 备注                           |
| 第一站 | 2017年7月13日— 7月14日 | 1    | 2017年8月4日   | 节目正式录制之前由费玉清手持代表两位队长的玩偶对明星女嘉宾进行一一询问，每位明星女嘉宾自愿选择要加入的队伍。明星女嘉宾出场后两位队长通过石头剪刀布的形式，胜者根据职业标签选择一位素人女嘉宾加入自己的队伍。 | 蒋欣 陈妍希 沈梦辰 小白 许吉如   | 关之琳 宋茜 唐艺昕 余佳 爱华     | 北京                       | 万里长城万里长 长城趣味知识竞赛 我为长城添块砖 飞越长城                                                                                    |                          |                                |
| 第一站 | 2017年7月13日— 7月14日 | 2    | 2017年8月11日  | 节目正式录制之前由费玉清手持代表两位队长的玩偶对明星女嘉宾进行一一询问，每位明星女嘉宾自愿选择要加入的队伍。明星女嘉宾出场后两位队长通过石头剪刀布的形式，胜者根据职业标签选择一位素人女嘉宾加入自己的队伍。 | 蒋欣 陈妍希 沈梦辰 小白 许吉如   | 关之琳 宋茜 唐艺昕 余佳 爱华     | 北京                       | 学习女子防身术 柔道趣味比拼1 长城时尚走秀                                                                                                  | 中国女子柔道队王培沂     | 走秀中，汪涵与吴秀波担任主持人 |
| 第二站 | 2017年8月4日— 8月5日   | 3    | 2017年8月18日  | 两位队长各自选择三件具有佛山特色的女子婚嫁物，六位明星女嘉宾两两一组乘坐花轿出场，然后需进行踢绣鞋比赛，获胜者可优先选择婚嫁物。与汪涵所选一致者进入汪涵带领的红队，其余进入吴秀波带领的蓝队。之后由四位素人女嘉宾分为两组依次乘坐花轿出场。率先出场的小白、许吉如仍需进行踢绣鞋比赛，获胜者优先选择要加入的队伍，而失败者则自动进入另一队。之后出场的李晓林、文吉儿则无需进行踢绣鞋比赛，直接选择要加入的队伍。 | 关之琳 宋茜 沈梦辰 李晓林 小白   | 蒋欣 陈妍希 唐艺昕 许吉如 文吉儿 | 广东佛山                   | 参观清晖园 体验粤剧表演 互动游戏：粤音绕梁 厨神大比拼2 体验香云纱染整技艺 互动游戏：暴走的香云纱 为蓝队队员挑选礼物3                       |                          |                                |
| 第二站 | 2017年8月4日— 8月5日   | 4    | 2017年8月25日  | 两位队长各自选择三件具有佛山特色的女子婚嫁物，六位明星女嘉宾两两一组乘坐花轿出场，然后需进行踢绣鞋比赛，获胜者可优先选择婚嫁物。与汪涵所选一致者进入汪涵带领的红队，其余进入吴秀波带领的蓝队。之后由四位素人女嘉宾分为两组依次乘坐花轿出场。率先出场的小白、许吉如仍需进行踢绣鞋比赛，获胜者优先选择要加入的队伍，而失败者则自动进入另一队。之后出场的李晓林、文吉儿则无需进行踢绣鞋比赛，直接选择要加入的队伍。 | 关之琳 宋茜 沈梦辰 李晓林 小白   | 蒋欣 陈妍希 唐艺昕 许吉如 文吉儿 | 广东佛山                   | 早餐交流 体验舞狮表演 观赏武术表演／与大师互动4 互动游戏：力量大比拼 拍摄微电影《黄飞鸿》5                                                 | 袁和平                   |                                |
| 第三站 | 2017年8月18日— 8月19日 | 5    | 2017年9月1日   | 糍粑分为芝麻馅与花生馅，所有嘉宾自由选择一块糍粑，选中同一馅料的分为一组。 | 关之琳 蒋欣 小白 许吉如 爱华     | 陈妍希 宋茜 沈梦辰 唐艺昕 李晓林 | 湖南永州                   | 农产品大会 制作家宴6／午餐交流 学习女书 互动游戏：女书争夺战 晚餐交流                                                                      |                          |                                |
| 第三站 | 2017年8月18日— 8月19日 | 6    | 2017年9月8日   | 糍粑分为芝麻馅与花生馅，所有嘉宾自由选择一块糍粑，选中同一馅料的分为一组。 | 关之琳 蒋欣 小白 许吉如 爱华     | 陈妍希 宋茜 沈梦辰 唐艺昕 李晓林 | 湖南永州                   | 互赠礼物 庆祝洗泥节 洗泥节摸鱼 村民联欢晚会 参观濂溪书院／智慧问答                                                                         |                          |                                |
| 第四站 | 2017年8月30日— 8月31日 | 7    | 2017年9月15日  | 十件物品分别与中东铁路线的十个站点相对应，10名女嘉宾各自选择一件物品，然后由两位队长转动沙盘，作为红蓝分组依据。 | 陈妍希 沈梦辰 唐艺昕 小白 李爽   | 关之琳 蒋欣 宋茜 许吉如 爱华     | 黑龙江哈尔滨               | 改编舞蹈秀 体验东北传统民间技艺7 午餐交流／问答互动 观赏并体验龙江皮影戏表演                                                               |                          |                                |
| 第四站 | 2017年8月30日— 8月31日 | 8    | 2017年9月22日  | 十件物品分别与中东铁路线的十个站点相对应，10名女嘉宾各自选择一件物品，然后由两位队长转动沙盘，作为红蓝分组依据。 | 陈妍希 沈梦辰 唐艺昕 小白 李爽   | 关之琳 蒋欣 宋茜 许吉如 爱华     | 黑龙江哈尔滨               | 冰地轮胎欢乐赛 体验滑雪运动 互动游戏：滑雪竞速 芭蕾舞表演8                                                                                 | 中国极限梦幻滑雪队谭元元 |                                |
| 第五站 | 2017年9月17日— 9月19日 | 9    | 2017年9月29日  | 每人自由选择身后的箱子，根据箱子中的物件进行分组。选到出口物品的进入红队，选到进口物品的进入蓝队。 | 陈妍希 沈梦辰 唐艺昕 小白 许吉如 | 关之琳 蒋欣 宋茜 李晓林 爱华     | 陕西西安                   | 大唐迎宾礼 参观西安城墙 互动游戏：城墙问答 参观陕西历史博物馆／寻宝游戏 体验马术运动／障碍赛马 学习制作Biángbiáng面与棍子面 为关之琳过生日 |                          |                                |
| 第五站 | 2017年9月17日— 9月19日 | 10   | 2017年10月6日  | 每人自由选择身后的箱子，根据箱子中的物件进行分组。选到出口物品的进入红队，选到进口物品的进入蓝队。 | 陈妍希 沈梦辰 唐艺昕 小白 许吉如 | 关之琳 蒋欣 宋茜 李晓林 爱华     | 陕西西安                   | 参观秦始皇帝陵博物院 感受西安腔调之韵9、10 西安腔调汇报演出10                                                                              | 李玟 谭维维 Tizzy T      |                                |
| 第六站 | 2017年9月29日— 9月30日 | 11   | 2017年10月13日 | 每人自由选择课桌上放置的物品，根据所选物品进行分组。选到食品的进入红队，选到玩具的进入蓝队。然后由两位队长互相用彩纸为对方折一只纸飞机并进行纸飞机比赛，纸飞机飞行距离较远者可选择要加入的队伍。 | 关之琳 蒋欣 沈梦辰 李晓林 爱华   | 陈妍希 宋茜 唐艺昕 小白 许吉如   | 福建漳州 东山县 （东山岛） | 体验帆船运动 帆船竞赛 渔排体验 诗歌朗诵会                                                                                                  |                          |                                |
| 第六站 | 2017年9月29日— 9月30日 | 12   | 2017年10月20日 | 每人自由选择课桌上放置的物品，根据所选物品进行分组。选到食品的进入红队，选到玩具的进入蓝队。然后由两位队长互相用彩纸为对方折一只纸飞机并进行纸飞机比赛，纸飞机飞行距离较远者可选择要加入的队伍。 | 关之琳 蒋欣 沈梦辰 李晓林 爱华   | 陈妍希 宋茜 唐艺昕 小白 许吉如   | 福建漳州 东山县 （东山岛） | 早餐交流 爱与理想小课堂11 赠送皇冠／观看回忆短片 互读同学录／回顾往期历程／互赠礼物 篝火晚会                                               |                          |                                |

- ^  注解1： 两队队员首先需要通过掰腿腕大比拼各自选择两名柔道队队员进入自己的队伍中，然后需依次完成柔韧大比拼、前进力量大比拼及综合实力大比拼。
- ^  注解2： 包括接力吃鱼生与魔力切糕两轮比拼，每轮比拼中的获胜队伍可获得三道传统顺德美食。
- ^  注解3： 西洋博物馆馆长邓博恩为在三轮游戏中获胜的蓝队挑选了三件礼物，并被随机放在三个盒子中，另有三个盒子放置了节目冠名商提供的礼物。红队六位队员需在六个盒子当中各自选择一件自己心目中的“宝贝”，之后由蓝队六位队员分别选择一位自己心仪的红队队员，以此决定三件礼物的最终归属。
- ^  注解4： 包括咏春拳、蔡李佛拳与洪拳三个拳种。
- ^  注解5： 袁和平于此环节担任导演，袁家班成员于此环节担任武打替身及武术指导，微电影拍摄环节角色分配见下表。

| 角色   | 嘉宾   |
| 黄麒英 | 汪涵   |
| 赵天霸 | 吴秀波 |
| 黄飞鸿 | 蒋欣   |
| 十三姨 | 关之琳 |
| 梁宽   | 宋茜   |
| 鬼脚七 | 沈梦辰 |
| 牙擦苏 | 唐艺昕 |
| 小表妹 | 陈妍希 |
| 后援会 | 小白   |
| 后援会 | 许吉如 |
| 后援会 | 李晓林 |
| 后援会 | 文吉儿 |

- ^  注解6： 在农产品大会中获胜的红队可带走所获得的全部食材并直接准备家宴，而蓝队则需前往村民家中继续索要食材，在完成附加任务后方可开始准备家宴。
- ^  注解7： 包括面塑与剪纸两个项目。
- ^  注解8： 谭元元于此环节担任艺术指导，并于最终演出中饰演白天鹅，十位嘉宾于芭蕾舞表演环节中所饰演的角色见下表。

| 角色     | 嘉宾   |
| 王子     | 吴秀波 |
| 魔王     | 汪涵   |
| 四小天鹅 | 宋茜   |
| 四小天鹅 | 沈梦辰 |
| 四小天鹅 | 唐艺昕 |
| 四小天鹅 | 爱华   |
| 六大天鹅 | 关之琳 |
| 六大天鹅 | 蒋欣   |
| 六大天鹅 | 陈妍希 |
| 六大天鹅 | 小白   |
| 六大天鹅 | 许吉如 |
| 六大天鹅 | 李爽   |

- ^  注解9： 红队需体验秦腔表演并将秦腔与摇滚乐完美融合，蓝队需在体验陕西美食文化的同时收集声音样本并即兴创作一首说唱歌曲。此环节中，谭维维为红队助阵嘉宾，李玟与Tizzy T为蓝队助阵嘉宾。
- ^  注解10： 秦腔表演环节剧目及角色分配见下表。

| 剧目              | 角色   | 行当 | 嘉宾   |
| 《拾玉镯》        | 刘媒婆 | 媒旦 | 关之琳 |
| 《三滴血·虎口缘》 | 贾莲香 | 花旦 | 蒋欣   |
| 《蝴蝶杯·洞房》   | 卢凤英 | 小旦 | 宋茜   |
| 《五典坡》        | 王宝钏 | 正旦 | 李晓林 |
| 《水淹泗州》      | 水母   | 武旦 | 爱华   |

- ^  注解11： 两队队员需前往东山一中为学生们授课，授课内容及职位分配见下表。

| 课程／职位 | 嘉宾   |
| 语言艺术课 | 汪涵   |
| 语言艺术课 | 许吉如 |
| 自信养成课 | 吴秀波 |
| 自信养成课 | 蒋欣   |
| 自信养成课 | 唐艺昕 |
| 海洋创意课 | 关之琳 |
| 海洋创意课 | 陈妍希 |
| 海洋创意课 | 李晓林 |
| 生活老师   | 宋茜   |
| 生活老师   | 沈梦辰 |
| 生活老师   | 小白   |
| 生活老师   | 爱华   |

## 收视率
| 中国大陆 湖南卫视 首播收视率 |                |        |          |       |           |           |           |                                    |
| 集數                         | 播出日期       | CSM52  | CSM52    | CSM52 | CSM全国网 | CSM全国网 | CSM全国网 | 備註                               |
| 集數                         | 播出日期       | 收視率 | 收視份額 | 排名  | 收視率    | 收視份額  | 排名      | 備註                               |
| 1                            | 2017年8月4日   | 1.038  | 3.47     | 4     | 1.34      | 4.84      | 1         |                                    |
| 2                            | 2017年8月11日  | 0.807  | 2.72     | 4     | 0.99      | 3.52      | 1         |                                    |
| 3                            | 2017年8月18日  | 1.414  | 4.81     | 3     | 1.38      | 4.95      | 1         |                                    |
| 4                            | 2017年8月25日  | 1.127  | 3.84     | 4     | 1.1       | —         | 1         | CSM52数据中缺赣州数据，故实为CSM51 |
| 5                            | 2017年9月1日   | 0.982  | 3.14     | 4     | 0.96      | 3.19      | 1         |                                    |
| 6                            | 2017年9月8日   | 0.919  | 3.09     | 4     | 1.09      | 3.85      | 1         |                                    |
| 7                            | 2017年9月15日  | 0.769  | 2.65     | 6     | 1.13      | 3.97      | 1         |                                    |
| 8                            | 2017年9月22日  | 0.769  | 2.58     | 5     | —         | —         | —         |                                    |
| 9                            | 2017年9月29日  | 0.557  | 2.01     | 7     | —         | —         | —         |                                    |
| 10                           | 2017年10月6日  | 0.792  | 2.70     | 3     | 1.07      | 3.79      | 1         |                                    |
| 11                           | 2017年10月13日 | 0.800  | 2.74     | 3     | 1.1       | 4.04      | 1         |                                    |
| 12                           | 2017年10月20日 | 0.698  | 2.41     | 4     | 0.94      | —         | 1         |                                    |

1. 同时段或交叉时段主要节目：
  - 浙江卫视：《中国新歌声2》
2. 数据由广视索福瑞提供，调查范围为四岁以上之观众。
3. 以上收视排名不包括央视在内。
4. 资料来源：卫视这些事儿、卫视小露电、潇湘卧龙、湖南卫视官方微信（ID：happychina1997）。
5. 排名为週五晚间所有综艺节目的排名，并不一定为同一时段。

## 制作团队
以下制作团队名单由片尾字幕录入。

### 节目组
- 总导演：刘昕
- 执行导演：韩梅、张甍、于佳鑫、卢新勇
- 导演组：丁杰、周隆赞、刘陈、李俊浩、刘亦宸、贺翔宇、黄悠、王琪琦、汪玲妃、余奕霄、刘小沛、刘王夕子、吕湘琦、肖姝、曾置、唐仁、李旺、高璐、傅鑫、苏瑾宇、刘丽莎、王美青、孙艳兰、蒋澍兮、吴勇飞、徐正茂、邓旭、倪佩韵、黄滢冰、刘可、樊桦森、邓轲、彭博、马玛、傅畅、刘芮男、周若微、谢婕、喻曦、邹航宇、李蛟、黄芷、曾冉昕、杨雨楠、雷莹、曾慧、周嫘、刘山翼、欧子聪、邵勇杰、吴伟桐、顾艺璇、陈园、党钰林、赵峥、何宇珊、王昊翀、黄玺瑄、谢维卓、许娟、夏逸涵、刘皓宇、陈奕菲、吴丹、何依伶、易晓灵芝、谢楚钢、肖梦娇、宋婉容、唐青怡、刘婕、孙进、王文敏、许译文、翁心晨、李袁锋、刘珂璇、刘媛、胡杨
- 编剧组：倪慧慧、蔡潇、唐芳、孔丹、刘莹、晏超、余雅琪、张丹阳、晏格尔、张家瑞、李芸芸、王雅冰、龚琰、武琪、刘禹杭、胡映佳、刘言、张晓妍、沈美京、赵源、万思瑞、杨珏、杨琳茜、李嘉乐
- 责编：李凌
- 后期组：蔡城琛、陈芊帆、陈奕利、邓诗璇、贺雪晖、黄慧珊、黄梦瑶、蒋文妮、旷震宇、赖未凡、李梓毓、刘嫣可、刘雨珊、龙腾、马玉洁、欧阳绮雯、彭艳、唐钰辰、滕思妤、田庆婧、王雪婷、王宇灵、文子璇、肖可人、谢子龙、向珮瑜、熊子惠、袁骆萍、曾晓璐、张思楚、朱清妮
- 导播：陈朗、吴娜
- 摄像：龙建平、郑宾、沈衡东、陈祖霞、贺昕、陈蔚、朱晓南、陈映宏、程曦、李武林、谢彪、彭骏、周策、雷李、蒋壮新、符水清、胡智勇、武巍、蒋武东、戴晟弘、孙科、肖艳、段迪琛、丁艺帆、刘书铭、章瀚宇、曾艺、陈俊、袁炯、罗成鑫、杜明明、汪小严、尹惠华、王鑫磊、陈玉冲、卢龙
- 舞美设计：单长斌、何毅、张群、陈琳
- 舞美协调：刘晓晶、张丰、徐迎
- 视频：邝章跃、王勇、赵政、万立顺、何良、朱恒斌
- 音频：刘珊、赵川、王子谦、黄家毅、龚艳莉、徐忠
- 灯光：杨禹、覃小斌、周晓凌
- 特种：曾杜、吴俊杰、李赤宇、罗鹏、李阳
- 电力保障：卿勇、贺德华、史炼、辛树林
- 通讯保障：谢宝峰、李最、鲁一丁
- 后期技术：郭臻、李峰、马筱晶、刘晓夏
- 化妆：谢亚莉、方艳、王晓、李斌、张艺辉、曾苹果、田樱子、成湘宁
- 化妆指导：关虹
- 服装：花花、常美慧、戴电、李咏轩、宋小小
- 道具：宋承锦、徐迎、袁野
- 艺员联络：贺朝晖、李静妮、李昱霖
- 制片：赵乐、张京城、陈顺畅、张凯祥、熊泽峰、黄军、朱晓凯、马杰、杨慧、邹康亮、周岚、刘晶晶、张熙龙、崔瑶、朱丽君、李乐慈
- 制片主任：汪浩、罗纲、陈凌华
- 生产协调：杜登国、黎军、黄波、刘京
- 技术协调：韩坚定、肖卫华、曾晖、龚如林、吴星进、胡晓峰
- 播出统筹：周松林、黄卓夫
- 播控：李跃龙、方林、杨奇勇、臧千军
- 整体包装：湖南卫视总编室形象部
- 项目推广：湖南卫视总编室推广部
- 艺人统筹：龙梅
- 生产统筹：韩静、汪应球
- 节目统筹：王旭波、周海
- 创新统筹：罗昕
- 营销统筹：文威
- 频道统筹：宋点
- 技术监制：周立宏
- 总制片人／节目监制：洪涛
- 技术总监：黄伟
- 监制：周雄
- 总监制：张华立、丁诚
- 出品人：吕焕斌

### 后期团队
- 后期鸣谢：深圳市小兵点将影视文化传播有限公司
- 后期监制：陈山
- 后期统筹：朱海波、乐钧
- 后期导演：袁蓓
- 执行导演：侯竣峰、王怀虎
- 剪辑师：张镇才、范婧业、肖松松、游德妹、李嗣源、杨月、李永斌、葛茜茜、于梓倩、董格、李帅、袁熹、史曾卫、乔亚超、师玉峰、赵瑞
- 剪辑助理：李美贤、向伟、吴琤、张雅梦、胡紫焮、江鸿湾、闵星伶、刘欣、龚文杰、张泽淦、张利、吴坚翔、阎桂林、卓磊
- DIT管理：蒋宇轩、黄蔚、刘浩
- 音乐编辑：栗海溧
- 后期缩混：韦代立、吴岛、周明宇
- 配音：肖鹏
- 包装指导：刘斐
- 包装：陈利沙、王一斌、罗希洋、周倩、陆林林、许彦如、祝文苑、文中琪、王建军
- 花字：刘爽、朱珠、李飘影、方曦帜、石寒雪、胡琪、胡珊、田晶

## 综艺节目的变迁
| 中国大陆 湖南卫视 每週五 20:20—22:00               | 中国大陆 湖南卫视 每週五 20:20—22:00               | 中国大陆 湖南卫视 每週五 20:20—22:00 |
| -------------------------------------------------- | -------------------------------------------------- | ------------------------------------ |
|                                                    | 我们来了（第二季） （2017年8月4日—2017年10月20日） |                                      |
| 七十二层奇楼 （2017年5月5日—2017年7月28日[a]）     | 奇兵神犬 （2017年11月3日—2018年1月5日）            |                                      |
| 我们来了系列节目变迁                               |                                                    |                                      |
| 我们来了（第一季） （2016年7月22日—2016年10月7日） | 我们来了（第二季） （2017年8月4日—2017年10月20日） | —                                    |

- ^  a. 因制作週期问题，节目于5月12日暂停播映。